# Beefsteak Raid
Beefsteak Raid je bil vojaška bravura konjenice ameriške konfederacije v septembru 1864 v ameriški državljanski vojni.

## Ozadje
Po bitki pri Globe Tavernu (18-21. avgust 1864) so si pridobile severne vojske nadzor nad Weldonovo železniško progo in so presekale oskrbovalne poti do Petersburga. Vojska Unije pod vodstvom Ulyssesa Granta je oblegala Petersburg in tudi južno prestolnico Richmond. 22. avgusta so zmanjkale zaloge koruze in je nastala lakota v vojski kot tudi v obeh mestih.

## Načrt južne vojske
5. septembra je konjeniški major južne vojske Wade Hampton preiskal, da se približno 3000 goved pase za frontno črto severne vojske, ne daleč od Grantovega poveljstva na Ruffinovem nasadu. Hampton je s soglasjem južnega poveljnika Roberta Leeja pripravil načrt, da bi si pridobili govejsko čredo.

## Konjeniška akcija (14–17. september)
14. septembra je Hampton s 3000 konjeniki neopazno podrl za frontne črte, se izognil več večjih in nevarnih stez, vzpostavil uničeno most nad reko Blackwater in prišel do Ruffinovega nasada. Tam je 17. septembra zlahka razgnal majhno severno četo in nekaj govedarjev, ki so čuvali živine. Južni konjeniki so pregnali 2685 goved ter ujeli 11 vojaških lojtrnikov in 304 severnih vojakov.
Nato so premagali druge severne čete (med njimi okrepitev newyorške konjenice). Večino naplenjene črede (2468 goved) so uspešno prinesli v Petersburg. Hamptonov uspeh je začasno potešil pomanjkanje živeža pri južni vojski, čeprav so vojaki in prebivalci vse govedine porabili naslednjih v dveh tednih.

## Posledice
General Grant je besnel, ko je izvedel o uspešni južni vojaški akciji, medtem ko je predsednik Abraham Lincoln odobravajoče govoril o Hamptonovi bravuri rekoč, da je bila najbolj zvita tatvina goved (the slickest piece of cattle-stealing).